# Óscar Ugarte
Óscar Raúl Ugarte Ubilluz (Pucallpa; Ucayali, 30 de octubre de 1944) es un médico y político peruano. Fue ministro de Salud del Perú durante el gobierno de Francisco Sagasti, desde el 13 de febrero hasta el 28 de julio del 2021, y en el segundo gobierno de Alan García, desde el 14 de octubre del 2008 hasta el 28 de julio del 2011.

## Biografía
Óscar Ugarte nació el 30 de octubre de 1944 en Pucallpa, ciudad peruana principal del distrito de Callería, ubicado en la provincia de Coronel Portillo en el departamento de Ucayali. 
Ugarte emigró a la ciudad de Lima, capital principal del Perú, y culminó su educación secundaria en el Colegio Nacional Nuestra Señora de Guadalupe, formando parte de la promoción G-60. Luego ingresó a la Universidad Nacional Mayor de San Marcos y estudió la carrera de Medicina humana, entre 1961 y 1968. Asimismo, realizó una maestría en Salud pública en la Universidad Peruana Cayetano Heredia y en Gestión de Políticas Públicas en la Universidad de Barcelona en España.

## Trayectoria
Óscar Ugarte se inició en el ámbito político como militante del movimiento político izquierdista "Vanguardia Revolucionaria", en donde llegó a ser miembro del Comité Central de dicha organización. Posteriormente formó parte de Izquierda Unida, alianza de partidos políticos izquierdistas que lograron el triunfo de Alfonso Barrantes como alcalde de la ciudad de Lima en las elecciones municipales del año 1983. Ugarte acompañó a Barrantes en las elecciones y fue elegido regidor de la Municipalidad de Lima para el periodo 1984-1986.
Fue reelegido como regidor para el periodo 1987-1989. Como concejal trabajó en los programas sociales de Salud, en el Programa del Vaso de Leche y en los de bienestar social. 
En 1990 Ugarte postuló sin éxito al Congreso de la República del Perú. Sin embargo fue luego designado por el Ministerio de Salud del Perú como director del Instituto de Salud Hugo Pesce Pescetto, desde el año 1990 hasta el año 1996.
De septiembre del año 2001 a enero del año 2002 fue coordinador del Programa de Apoyo a la Reforma en Salud, realizado por el Banco Mundial para el Ministerio de Salud. Luego fue designado por el gobierno de Alejandro Toledo como viceministro de Salud Pública del Perú, entre enero y diciembre del 2002.
Se ha desempeñado como consultor de la Agencia de los Estados Unidos para el Desarrollo Internacional (USAID) y del Fondo de Población de las Naciones Unidas.
En febrero del año 2020, fue designado gerente central de Operaciones del Seguro Social de Salud del Perú (EsSalud), cargo que ocupó hasta junio de ese mismo año. Es profesor en la Escuela de Gobierno de la Universidad de San Martín de Porres.
Desde octubre del 2017 hasta agosto del 2021 militó en el partido Juntos por el Perú, y postuló nuevamente al Congreso en las elecciones extraordinarias del año 2020.

## Ministro de Salud

### Segundo gobierno de Alan García
En el año 2008, el programa dominical Cuarto poder difundió unos audios en los que involucraban a políticos del segundo gobierno aprista en actos de corrupción sobre lotes de petroleo. Tras es el escándalo, el gobierno decidió aceptar la renuncia del gabinete ministerial encabezado por Jorge del Castillo y el presidente Alan García decidió nombrar un nuevo Consejo de Ministros encabezado por Yehude Simon el 14 de octubre del año 2008. Ese mismo día, García designó a Óscar Ugarte como su nuevo ministro de Salud, en reemplazo de Hernán Garrido Lecca. El nombramiento de Ugarte se debió a la invitación de Simon, al ser parte de Partido Humanista Peruano.
Durante su gestión se caracterizó por realizar campañas del Estado que buscaban brindar facilidades a los peruanos de clase baja en políticas de salud pública y planificación familiar. Entre sus propuestas resaltan la entrega de preservativos y del anticonceptivo oral de emergencia (conocido como la píldora del día siguiente), hecho que generó disputas con la Iglesia católica y miembros de conservadurismo en el Perú, entre ellos el excardenal Juan Luis Cipriani.
Durante la pandemia de la gripe A (H1N1) que duró desde el año 2009 hasta el año 2010, Ugarte anunció al país que una ciudadana de nacionalidad argentina tenía dicho virus. Luego esto fue desmentido, al ser concluidos los exámenes sin que se confirmara el factor N1. Los medios de comunicación lo criticaron por este hecho, sin embargo recibió el respaldo del presidente Alan García. Después de comprobada la llegada del virus, Ugarte inició una campaña nacional de prevención.
Tras la crisis en el gabinete ministerial originada por las muertes causadas por la Policía Nacional del Perú y nativos amazónicos que mantenían bloqueada la Carretera Fernando Belaúnde Terry, se desencadenó la renuncia del entonces primer ministro Yehude Simon y de gran parte de su gabinete. Se asumió que Ugarte también renunciaría, dada su pertenencia al partido de Simon. Sin embargo, esto no aconteció y fue ratificado en su puesto por el nuevo primer ministro y miembro del Partido Aprista Peruano, Javier Velásquez Quesquén. Ugarte volvió a jurar como ministro de salud el 11 de julio del 2009, en una ceremonia en el Palacio de Gobierno, presidida por el presidente Alan García.
La posición favorable de Ugarte hacia el aborto terapéutico, generó en el gabinete ministerial una inmediata respuesta. El ministro de defensa de entonces, Rafael Rey, reveló sus intenciones de renunciar si se llegara a aprobar el aborto, ya que él, miembro de la Iglesia católica y del Opus Dei, condenaba estas prácticas. El primer ministro intervino y aclaró que no compartía la opinión de Ugarte, pero que la respetaría si se aprobara democráticamente. La misma reacción también provino de la Iglesia Católica, representada por el cardenal Juan Luis Cipriani, igualmente miembro del Opus Dei, quien instó a la población a no abortar.
Permaneció en el ministerio hasta el final del segundo gobierno aprista el 28 de julio del 2011, siendo reemplazado por Alberto Tejada en el gobierno de Ollanta Humala.

### Gobierno de Francisco Sagasti

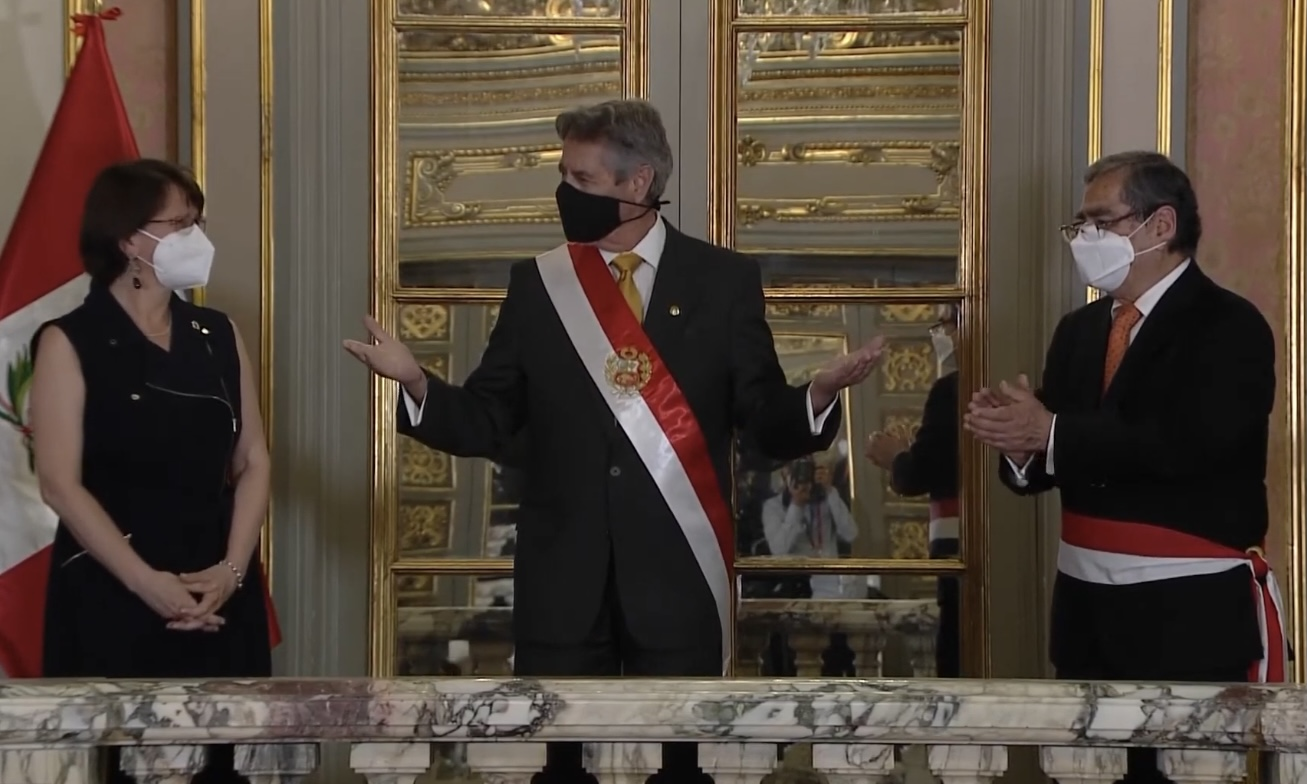
Pilar Mazzetti y Francisco Sagasti en la ceremonia de juramentación de Óscar Ugarte.

En el año 2021, luego de que se diera a conocer la renuncia de Pilar Mazzetti al Ministerio de Salud del Perú por estar vinculada al Caso "Vacunagate", el gobierno transitorio encabezado por Francisco Sagasti decidió aceptar la renuncia de Mazzetti y nombrar a un nuevo titular del MINSA. Diferentes medios de comunicación a nivel nacional afirmaron que Óscar Ugarte juramentaría como el nuevo ministro de Salud del Perú. Luego el día 13 de febrero del año 2021, Óscar Ugarte fue juramentado por el presidente Sagasti como ministro de Salud, solo a horas de la llegada del segundo lote con 700 mil vacunas de Sinopharm.
En su segunda gestión, Ugarte tuvo como objetivo continuar la campaña de vacunación contra la COVID-19 en el Perú, la cual tuvo éxito.
Ugarte se mantuvo en el cargo hasta el final del gobierno el 28 de julio del 2021, siendo luego reemplazado por Hernando Cevallos en el gobierno de Pedro Castillo.